# Savai Džai Singh
Savai Džai Singh II., indijski maharadža in astronom, * 3. november 1688, Amber, Indija, † 21. september 1743.

## Življenje in delo
Džai Singh je bil od leta 1699 do smrti vladar starodavnega mesta Amber in se je zelo navduševal nad astronomijo in matematiko.
Leta 1724 (1710) je zgradil observatorij v Delhiju. Poleg tega so mu zadali nalogo da zgradi še observatorije v Džaipurju (1734), ter manjše v Varanasiju (Benaresu), Udžainu in Maturi (med 1732 in 1734). Njegovi observatoriji so se imenovali Džantar Mantars, kar je v grobem pomenilo Hiša inštrumentov. Kasneje je observatorije odprl za javnost in tako pripomogel k še večjemu zanimanju za astronomijo. Observatorij v Džaipurju je imel osemnajst inštrumentov, ki so še danes v odličnem stanju. Največji med njimi je Samrat Jantra, velika ekvatorialna sončna ura.
Leta 1728 je končal z Astronomskimi tabelami Mohameda Šaha (Zidž-e Mohamed Šahi). Tega leta je zgradil glavno mesto Džaipur, približno 200 km jugozahodno od Delhija. Poleg gradenj je Džai Singh zbiral astronomske rokopise in tabele iz arabskih dežel in Evrope. V svoji zbirki je imel Flamsteedovo Historia Coelestis Britannica (1725), de La Hireove Tabulæ Astronomicæ (1702), Ulug Begove tabele Zidž Ulug-Begi in Ptolemejev Almagest. Vsa dela je dal tudi prevesti v sanskrt.